# Горка (Владимирская область)
Го́рка — посёлок в Киржачском районе Владимирской области России. Административный центр Горкинского сельского поселения. 

## География
Расположен на берегу реки Шерны, в 12 км на север от районного центра города Киржача.
В посёлке 14 улиц. 

## История
В 1911 году фабрикант Александр Ганшин построил в районе города Киржача ткацкую фабрику. В то время река Шерна широко использовались как дармовая двигательная сила, на ней сооружали плотины, приводившие в действие двигатели на фабрике. Рядом с фабрикой, находившейся на пригорке, возник посёлок Горка.
В 1935 году в посёлке была открыта семилетняя школа, в 1955 году она стала средней.
С 1929 года посёлок входил в состав Бельковского сельсовета Киржачского района, с 1971 года являлся центром Горкинского сельсовета. С 2005 года является центром Горкинского сельского поселения.

## Население
| 2002 | 2010  | 2021 |
| ---- | ----- | ---- |
| 1076 | ↗1125 | ↘930 |

## Достопримечательности
- Церковь Успения Пресвятой Богородицы построена на народные средства, освящена в мае 2009 года[5].

## Инфраструктура
В посёлке есть детский сад № 20, Горкинская средняя общеобразовательная школа, библиотека, амбулатория, отделение «Почты России», «Сбербанка»..

## Экономика
В посёлке находится ткацкая фабрика «Свобода».